# Parc national Llullaillaco
Le parc national Llullaillaco est un parc national situé dans la région d'Antofagasta au Chili. Créé en 1995 par le décret suprême N° 856, il est administré par la Corporación Nacional Forestal (CONAF).